# جولیا هاوزر
جولیا هاوزر (آلمانی: Julia Hauser؛ زادهٔ ۲۱ فوریهٔ ۱۹۹۴) ورزشکار ورزش سه‌گانه زن اهل اتریش است.